# Doktor nauk
Doktor nauk (ros. доктор наук) – stopień naukowy nadawany w Rosji w latach 1819–1917 i od 1934 w ZSRR. 
Stopień naukowy doktora nauk nadawany w Rosji, i niektórych państwach WNP, m.in. Białoruś i Ukraina oraz w Bułgarii.
Odpowiada polskiemu stopniowi naukowemu doktora habilitowanego – według tzw. Konwencji praskiej i podpisanych umów dwustronnych.
W latach 1884–1918 w Imperium Rosyjskim istniał w szkolnictwie wyższym system magister (ros. магистр) – doktor.
Niższym stopniem naukowym od doktora nauk jest kandydat nauk.